# 愛宕山 (舞鶴市西舞鶴)
愛宕山（あたごさん）は、京都府舞鶴市西部（西舞鶴）市街地西方にある山。標高は213メートル。
古くより信仰対象の山とされており、山腹に愛宕神社がある。また、山麓には、円隆寺、桂林寺など、古くからの寺院が林立している。山頂には三等三角点「高畑」が設置されている。
なお、舞鶴市東部（東舞鶴）にも同名の愛宕山（282m）がある。